# Jean-Marie-Léon Etcheberrigaray
Jean-Marie-Léon Etcheberrigaray, francoski general, * 1886, † 1981.